# Континенталь (жилой комплекс)
«Континенталь» — многофункциональный высотный жилой комплекс в Москве (пр-т Маршала Жукова, вл. 72 — 74). Сдан в эксплуатацию в 2010 году. Строительство было начато в 2007 году и велось в рамках программы «Новое кольцо Москвы». Заказчик и инвестор строительства — ЗАО «Корпорация „Конти“», генподрядчик — «КонтиВысотСтрой». ЖК «Континенталь» — комплекс монолитно-кирпичных зданий разной этажности — от 4 до 50 этажей. Общая площадь комплекса 149 119 м2, 508 квартир (1-, 2-, 3- и 4-комнатные, 1-2-уровневые пентхаусы). Площадь помещений коммерческого назначения — 15 000 м². На территории комплекса расположены детско-юношеский досуговый центр и музыкальная школа.